# NGC 2885
NGC 2885 est une galaxie lenticulaire située dans la constellation du Lion. NGC 2885 a été découverte par l'astronome britannique John Herschel en 1827. Cette galaxie a aussi été observée par l'astronome français Guillaume Bigourdan le 21 mars 1890 et elle a été ajoutée plus tard à l'Index Catalogue sous la cote IC 538.

## Caractéristiques
Sa vitesse par rapport au fond diffus cosmologique est de 7 920 ± 5 km/s, ce qui correspond à une distance de Hubble de 121,0 ± 8,5 Mpc (∼395 millions d'al).
NGC 2885 est une galaxie active de type Seyfert 1.